# Изабела дьо Вилардуен
Изабела дьо Вилардуен (на италиански: Isabella di Villehardouin, на френски: Isabelle de Villehardouin; * ок. 1260/1263, † 23 януари 1312, Графство Холандия) е княгиня на Ахая и на Мореа (1289 – 1307), кралица консорт на Сардиния, титулярна херцогиня на Торес (1271 – 1277), титулярна кралица консорт на Солун (1274 –1277) и господарка на Пиемонт (1301 – 1312).

## Произход
Изабела е първородна дъщеря на Гийом II дьо Вилардуен († 1278), княз на Ахая, и на третата му съпруга Анна Комнина Дукина († 1286). Нейни дядо и баба по бащина линия са Жофроа I дьо Вилардуен и Елизабет дьо Шап, а по майчина – деспотът на Епир Михаил II Комнин и Теодора Петралифина. Има една сестра:
- Маргарита (* 1266, † 1315), претендентка за Ахейското княжество, съпруга на Иснар дьо Сабран и на Рикардо I Орсини.

## Биография
През 1259 г. бащата на Изабела Гийом II дьо Вилардуен, след тежко поражение в Пелагонийската битка, е заловен и затворен от войските на византийския император Михаил VIII Палеолог. През 1261 г., след като завладява Константинопол, императорът решава да го освободи в замяна на крепостите в Лакония: Мистра, Мани и Монемвасия, и при условие че, както твърдят гръцки източници, признае себе си за негов васал. В допълнение към това през 1266 г. императорът предлага като годеник на наследницата на княжеството Изабела своя син и наследник Андроник; това обаче среща опозицията на повечето франкски барони и бракът не се осъществява.
Постоянно застрашен от деспота на Мистра, бащата на Изабела се присъединява към Договора от Витербо от май 1267 г. Според него, със съгласието на латинския император Балдуин II – титуляр на Константинопол, Гийом II предава Ахейското княжество на краля на Сицилия Шарл I Анжуйски с клаузата, че може да го задържи за себе си, докато е жив; освен това дъщеря му Изабела трябва да се омъжи за втория му син Филип Анжуйски, който ще наследи Гийом II; при липса на наследници княжеството ще премине към Сицилианските Анжуйци и Шарл I Анжуйски ще трябва да помогне на Гийом II да възстанови загубените в Мореа земи.
Бракът между Изабела и Филип Анжуйски се чества на 28 май 1271 г. в катедралата на Трани и двамата съпрузи отиват да живеят в Кастел дел Ово в Неапол. През 1274 г. Филип Анжуйски получава титлата „крал на Солун“, но между януари и март 1277 г. умира преди тъста си Гийом II, така че със смъртта на последния на 1 май 1278 г., според Договора от Витербо, Шарл I Анжуйски, а не Изабела, става княз на Ахая и управлява Мореа чрез бали и генерален викарий.
След експулсирането му от Сицилия през 1282 г. (Сицилианска вечерня) Шарл I Анжуйски не може да отделя повече време на Мореа. Впоследствие неговите благородници пращат делегация в Неапол, за да се оплачат от прекомерното данъчно облагане от страна на Анжуйците. Оплакванията на бароните на Мореа срещу различните бали продължават. Наследникът на Шарл I Анжуйски – синът му Шарл II Анжуйски решава да послуша съветите на бароните да накара Изабела да се омъжи и да възстанови на нея и на съпруга ѝ властта над Мореа, запазвайки суверенитета си.
Изабела – вдовица на Филип Анжуйски, наречена „Господарка на Мореа“, продължава да живее в Кастел дел Ово в Неапол като държавна пленница. На 10 юли 1289 г. Шарл II Анжуйски ѝ дава баронствата Каритена (в Аркадия) и Боселет.
Междувременно в Кралство Неапол пристига Флоренц д'Ено (Хегенау) – най-малкият брат на графа на Ено и бъдещ граф на Холандия и Зеландия Ян II, и син на графа на Ено Йохан от Авен и на регентката на Графство Холандия Аделхайд Холандска. Той бързо става конетабъл на Неаполитанското кралство. Шарл II Анжуйски одобрява брака между Изабела и Флоренц с клаузата, че ако Флоренц умре без мъжки наследници, Изабела и нейните дъщери ще трябва да искат съгласие за женитба от Шарл II Анжуйски под заплаха от загуба на титлата. Двамата се женят на 16 септември 1289 г. Шарл II им дава титлата на „княз и княгиня на Ахая“ и съпрузите веднага отиват в Мореа. Флоренц гарантира мира с гърците чрез Договора от Кларенца през 1290 г. С мъдрата си и хуманна политика той поддържа мир с византийския управител на Мистра, възстановявайки икономическия просперитет на Мореа. Мирът продължава до 1293 г., когато гърците си връщат Каламата, но Флоренц убеждава новия василевс Андроник II Палеолог, по-отстъпчив от баща си Михаил VIII Палеолог, да му я върне. Той се разболява и умира на 23 януари 1297 г. в Андравида (днешна Гърция). Изабела управлява лично след смъртта му, въпреки че се оттегля в замъка си Неси в Каламата. За свои бали тя назначава през 1297 г. Ричард – граф на Кефалония, а през 1300 г. – Никола дьо Сен Омер.
Изабела е вдовица за втори път и по настояване на папа Бонифаций VIII Шарл II Анжуйски ѝ позволява да се омъжи пак. На 12 февруари 1301 г. тя се омъжва в Рим за 15 г. по-младия от нея Филип I Савойски – господар на Пиемонт, на когото Шарл II Анжуйски дава Ахейското княжество. Според френския историк Самюел Гишенон Филип I е първороден син на господаря на Пиемонт и граф на Мориен Томас III Савойски и неговата съпруга Гуя (Гая) дьо Шалон (Бургундска-Конте).
На 23 февруари 1301 г. Филип I Савойски-Ахая получава инвеститурата на Княз на Ахая от крал Шарл II Анжуйски, представляващ сина си Филип I Анжуйски, княз на Таранто. Веднага след сватбата съпрузите заминават за Пиемонт, тъй като мъжът на Изабела трябва да уреди господарството си, преди да замине за Мореа. Той заминава за Гърция през 1302 г. в опит да завладее цяла Лакония от византийците, но авторитарният му характер го прави непопулярен сред местните благородници. През трите години, прекарани в Мореа, мъжът на Изабела не успява да управлява задоволително. Освен това като господар на Пиемонт той не е съгласен с анжуйската политика на Шарл II Анжуйски. Несъгласието се задълбочава до такава степен, че през 1306 г. Шарл II обявява съпруга ѝ за лишен от права над Ахейското княжество, в предателство и в това, че не го е подкрепил във военната кампания срещу Епир. Изабела е обвинена в това, че не е поискала съгласието на суверена, преди да се ожени за представителя на Савойската династия.
През май 1307 г. Филип I Савойски-Ахая се отказва от неустойчивите си претенции към Ахейското княжество в замяна на отстъпки в Италия, а Изабела се разделя с него и прекарва последните си години в изгнание в Графство Ено – земите на втория ѝ съпруг Флоренц д'Ено. Синът на Шарл II Анжуйски – Филип I Анжуйски, е признат за Княз на Ахая под името Филип II Ахайски. Въпреки това Филип I Савойски-Ахая запазва титлата „Княз на Ахая“ и получава графство Алба в Абруцо. Изабела продължава да се обявява за Княгиня на Ахая и през 1311 г. обявява за своя наследница най-голямата си дъщеря Матилда.
Изабела умира на около 50 г. на 23 януари 1312 г. в Графство Холандия – феод на семейството на втория ѝ съпруг Флоренц д'Ено. Година след смъртта ѝ умира и Филип I от Таранто и дъщеря ѝ от Флоренц – Матилда става княгиня на Ахея.

## Брак и потомство
Изабела се омъжва три пъти:
1. ∞ 28 май 1271 за Филип Анжуйски (* 1255/1256; † 1 януари 1277, Бари), титулярен крал на Солун, титулярен крал на Сардиния и княз на Ахая, от когото няма деца.
2. ∞ 16 септември 1289 Флоренц д'Ено/Хегенау (* ок. 1255, † 23 януари 1297), княз на Ахая (1289 – 1297), от когото има една дъщеря:
- Матилда д'Ено (* 29 ноември 1293; † 1331, Антверпен), княгиня на Ахая и на Мореа (1312 –1318); ∞ 1. ок. 1304 за Гиг II дьо ла Рош († 5 октомври 1308), херцог на Атина; 2. 31 юли 1313 за Лудвиг Бургундски (* 1297, † 2 август 1316), титулярен крал на Солун и княз на Ахая; 3. март 1318 в Неапол за Йоан Анжуйски (* 1294; † 1336, Неапол), граф на Гравина (от 1315), херцог на Дуръс (от 1333), княз на Ахая (1318 – 1333), господар на Кралство Албания; анулиран, т. к. не е консумиран (1321); 4. 1322 за Хуг дьо ла Палис, развод поради двуженство.

3. ∞ 12 февруари 1301 Филип I Савойски-Ахая (* 1274 или 1278, Суза; † 23 септември 1334, Пинероло), господар на Пиемонт, княз на Ахая, от когото има две или три дъщери:
- Мария Савойска-Ахая (* 1301, † сл. 1308 като дете), вероятна, спомената в Europäische Stammtafeln,[23] том II, 191;[22]
- Маргарита Савойска-Ахая (* 29 януари или февруари 1303, Гърция; † сл. 8 декември 1371), спомената в завещанието на баща ѝ; 1305 преотстъпва правата си над Ахейското княжество на своя полубрат Жак Савойски-Ахая; получава като зестра кастеланства Каритена и Боселет (в днешна Гърция) (24 декември 1303), но ги преотстъпва пр. 1324 за сметка на земя близо до Алба; ∞ 10 юни 1324 за Рено дьо Форез († 1369/1370), господар на Малвал, Рошблен и Сен Жармен Лавал.
- Алиса Савойска-Ахая († 1368), спомената в завещанието на баща ѝ, чрез брак маркграфиня на Савона; ∞ 1. 14 декември 1325 за Манфредо дел Карето, маркиз на Савона, господар на Новело и Синео 2. 26 септември 1356 за Анселм д'Юртиер, нар. дьо Миолан († сл. 1363), господар на Сент Елен дю Лак.[24]

### Първични източници
- ((la)) J.A. Buchon, Histoire de l'Empire de Constantinople sous les empereurs français, Paris 1826.
- ((la)) Samuel Guichenon, Histoire généalogique de la royale maison de Savoie, justifiée par titres,...

### Историографска литература
- ((it)) K.M. Setton, I latini in Grecia e nell'Egeo, dalla quarta crociata alla fine del medioevo, cap. XVI, vol. III (L'impero bizantino) della Storia del Mondo Medievale, 1999, с. 619 – 658
- ((fr)) Jean Longnon, Les premiers ducs d'Athènes et leur famille, Journal des Savants Année 1973 1 pp. 61 – 80
- ((fr)) Samuel Guichenon, Histoire généalogique de la royale maison de Savoie, justifiée par titres...
- ((fr)) Samuel Guichenon, Preuves de l'Histoire généalogique de la royale maison de Savoie, justifiée par titres...
- ((fr)) J. A. Buchon, Le livre de la conqueste de la princée de la Morée
- ((en)) William Miller, The Latins in the Levant, a history of Frankish Greece (1204 – 1566), London 1908
- ((fr)) René Grousset, L'empire du Levant: histoire de la question d'Orient, Payot, Paris 1946.